# Carla Chambel
Carla Sofia Dias Chambel (* 30. November 1976 in Amadora) ist eine portugiesische Schauspielerin und Synchronsprecherin.

## Leben
Carla Chambel wuchs im Großraum Lissabon auf, ihre Eltern stammten jedoch aus der Umgebung von Gavião am Rande des Alentejo, was sie durch ihre häufigen Aufenthalte bei ihren Großeltern dort geprägt hat. Den französischstämmigen Nachnamen ihrer Familie führt sie auf die häufige französische Besatzung der Region während der Napoleonischen Invasionen Anfang des 19. Jhs. zurück.
Bereits als Schülerin spielte Carla Chambel am Schultheater und belegte 1994 einen Theaterkurs der Gemeindeverwaltung von Benfica, der vom Schauspieler António Feio geleitet wurde. 1995 schrieb sie sich an der Lissaboner Film- und Theaterhochschule Escola Superior de Teatro e Cinema ein. Noch vor ihrem Abschluss 1998 stand sie erstmals auf einer professionellen Theaterbühne, in João Perrys Inszenierung von Marivauxs Komödie A Disputa am Teatro da Trindade im September 1995. Sie stand danach in einer Reihe moderner und klassischer Stücke auf verschiedenen Bühnen, vor allem im Großraum Lissabon und insbesondere in der zweiten Hälfte der 1990er Jahre und der ersten Hälfte der 2000er Jahre.
1999 holte sie der Regisseur Alberto Seixas Santos zum Portugiesischen Film, als er ihr in seinem Film Mal ihre erste Filmrolle gab. Die Hauptrolle spielte Rui Morisson, auch für ihn der Einstieg in das portugiesische Kino. Chambel spielte danach in einer Vielzahl Kinofilmen, darunter ihre Rolle als Celeste Rodrigues im Erfolgsfilm Amália (2008), gelegentlich aber auch so überraschende Hauptrollen wie die extrovertierte junge Maria in 98 Octanas (Regie: Fernando Lopes) oder die zerrissene Arztgattin im Kolonialkriegsthriller 20,13 (Regie: Joaquim Leitão), beide von 2006. Gelegentlich spielte sie auch Nebenrollen in internationalen Produktionen.
Einem breiten Publikum wurde sie dann durch ihre zahlreichen Fernsehrollen bekannt, aber auch als Synchronsprecherin, vor allem für Kindersendungen des Fernsehens. Nach dem ersten Auftritt in einer Fernsehserie (1996) nahmen die Rollen stetig zu, bis sie regelmäßig in zahlreichen Serien und Telenovelas auftrat. Insbesondere wurde sie populär durch ihre Rolle als temperamentvolle Wirtin in der erfolgreichen und mehrfach wiederholten Serie Bem-vindos a Beirais (2013–2016). Durch häufige Außenaufnahmen, überzeugende Schauspielensembles und gleichermaßen humoristische wie romantische Erzählstränge sprengte die Serie den üblichen Rahmen der Telenovelas. Sie trat bewusst der tiefen Krisenstimmung im Portugal der Eurokrise mit kritischem Trotz und Rückbesinnung auf Ursprünglichkeit entgegen und zeigte einen ländlichen, weniger materiellen Lebensstil, der stattdessen durch viel Gemeinsinn charakterisiert war. Chambel verkörperte die gleichermaßen pragmatisch zupackende wie impulsive und empathische Wirtin der Vereinskneipe, dem zentralen Begegnungs- und Veranstaltungsort im Dorf. Damit gehörte sie zu den zentralen und beliebtesten Figuren der vielgesehenen Serie.
Carla Chambel ist Vize-Präsidentin der Academia Portuguesa das Artes e Ciências Cinematográficas.
Sie lebt mit ihrem Freund Miguel Bica im Großraum Lissabon, das Paar hat zwei Söhne, João (* 3. Februar 2009) und Rafael (* 29. Juli 2016).

## Filmografie
- 1996: Sim, Sr. Ministro (Fernsehserie)
- 1999: Mal; R: Alberto Seixas Santos
- 1999: Vida Breve em Três Fotografias (Fernsehfilm); R: Fátima Ribeiro
- 2000: Almeida Garrett  (Fernseh-Mehrteiler)
- 2000: A Raiz do Coração; R: Paulo Rocha
- 2000: Mãos à Obra (Fernsehserie)
- 2000: Crescei e Multiplicai-vos (Kurzfilm); R: Manuel Mozos
- 2001: A Febre do Ouro Negro (Fernseh-Mehrteiler)
- 2001: Camarate; R: Luís Filipe Rocha
- 2001: Nunca Digas Adeus (Fernsehserie)
- 2001: Super Pai (Fernsehserie)
- 2002: Sociedade Anónima (Fernsehserie)
- 2002: Jogo da Glória; R: Fernando Vendrell
- 2003: Com Tradição (Kurzfilm); R: João Loff
- 2003–2004: Lusitana Paixão (Telenovela)
- 2004: André Valente; R: Catarina Ruivo
- 2004: Adriana; R: Margarida Gil
- 2004: A Ferreirinha (Fernsehserie)
- 2004: O Porteiro (Kurzfilm); R: Carlos Fernandes
- 2004: Inspector Max (Fernsehserie), Folge: O Mestre
- 2005: João Semana (Fernsehserie)
- 2005: Pedro e Inês  (Fernsehserie)
- 2005: Até Amanhã, Camaradas (Fernseh-Mehrteiler); R: Joaquim Leitão
- 2006: Estranho (Fernsehserie), Folge: A Caixa Vermelha
- 2006: 98 Octanas; R: Fernando Lopes
- 2006: Aqui Não Há Quem Viva (Sitcom), zwei Folgen: Era Uma Vez um Boato und Era Uma Vez a Reciclagem
- 2006: Quando os Lobos Uivam (Fernsehserie)
- 2006: 20,13; R: Joaquim Leitão
- 2006: Claro Escuro (Kurzfilm); R: Pedro Fernandes Duarte
- 2006: Jura (Telenovela)
- 2007: O Mistério da Estrada de Sintra (Synchronstimme für Bruna di Tullio); R: Jorge Paixão da Costa
- 2007: Julgamento; R: Leonel Vieira
- 2007: Vingança (Telenovela)
- 2007–2008: Resistirei (Telenovela)
- 2008: A Escolha (Kurzfilm); R: Tito Fernandes
- 2008: Amália; R: Carlos Coelho da Silva
- 2008: A Quarta Face (Kurzfilm); R: Dinis Costa
- 2009: Ilusiones Ópticas; R: Cristián Jiménez
- 2010: O Dez (Fernsehfilm); R: Leandro Ferrão, Paolo Marinou-Blanco, João Nunes, Pedro Varela
- 2010: Cidade Despida (Krimi-Fernsehserie), Folge 6
- 2010: Cuidado com a Língua (Fernsehserie), Folge 13 (6. Staffel)
- 2010: Gigola; R: Laure Charpentier
- 2011: O Último Tesouro (Fernsehserie), Folgen 4, 5 und 6
- 2011: Maternidade (Arzt-Fernsehserie), Folge 5
- 2012: Liberdade 21 (Fernsehserie), Folge 6 (3. Staffel)
- 2012: Maria Coroada (Fernsehfilm); R: Carlos Coelho da Silva
- 2012: Operação Outono; R: Bruno de Almeida
- 2013: Quarta Divisão; R: Joaquim Leitão
- 2013: Perto de Mais (Kurzfilm); R: Bruno Moreira
- 2013: Se Eu Fosse Ladrão, Roubava; R: Paulo Rocha
- 2013–2016: Bem-Vindos a Beirais (Telenovela), 642 Folgen
- 2015: Poderosas (Fernsehserie), Folgen 1, 2 und 9
- 2016: Mulheres Assim (Fernsehserie), zwei Folgen: Lara und Lucinda
- 2016: Zeus; R: Paulo Filipe Monteiro
- 2016: Dentro (Fernsehserie)
- 2017: Filha da Lei (Krimi-Fernsehserie)
- 2017: Exodus (Kurzfilm); R: Fábio Freitas
- 2017–2018: Espelho d'Água (Telenovela)
- 2018: Idiotas, ponto (Fernsehserie); Folge Prostitutos Vietnamitas
- 2018: Horizontes; R: Rui Caetano
- 2020: Das Wunder von Fatima – Moment der Hoffnung (Fatima); R: Marco Pontecorvo
- 2020: Terra Nova (Fernsehserie)
- 2020: Porque Odeias o teu Irmão? (Kurzfilm); R: Pedro Martins, Inês Marques
- 2020: Fronteira (Fernsehfilm); R: João Cayatte
- 2021: A Daugther's Cake (Kurzfilm); R: Maria Jacobetty Bacelar
- 2021: Irregular; R: Diogo Morgado